# Hymenostomum subacaule
Hymenostomum subacaule là một loài Rêu trong họ Pottiaceae. Loài này được (Mitt.) Paris mô tả khoa học đầu tiên năm 1896.